# フョードル・アレクサンドロヴィチ
フョードル・アレクサンドロヴィチ（ロシア語: Фёдор Александрович, 1898年12月23日 - 1968年11月30日）は、ロシアの皇族。ニコライ1世の曾孫、アレクサンドル3世の外孫。

## 生涯
アレクサンドル・ミハイロヴィチ大公とその妻クセニヤ・アレクサンドロヴナ大公女の間の第3子、次男としてサンクトペテルブルクで生まれた。皇帝アレクサンドル3世の外孫であったが、男系血統ではニコライ1世の曾孫でしかないため、兄弟たちと同様にロシア大公の称号を許されなかった。フョードルは少年時代をフランスとロシアを行き来しながら過ごした。ロシア革命が勃発すると家族とともにクリミアに幽閉されたが、ボリシェヴィキ政府による処刑が迫る中でドイツ軍によって解放された。1919年、イギリス政府の差し向けた戦艦「マールバラ」に乗って一族と一緒にロシアを脱出した。
1923年、フョードルはパリで母の従妹にあたるイリナ・パーレイ公爵令嬢と結婚した。イリナはフョードルの大叔父パーヴェル・アレクサンドロヴィチ大公が、身分違いの再婚でもうけた娘だった。フョードルとイリナは間に息子を一人もうけた。しかし、イリナはユベール・ド・モンブラゾン伯爵と不倫関係に陥り、1934年にモンブラゾン伯爵の娘を産んだが、父親はフョードルということにされた。フョードルとイリナは1936年に離婚した。フョードルは結核にかかり、長くこの病気に苦しめられることになったが、別れた妻イリナ・パヴロヴナと姉イリナ・アレクサンドロヴナから治療費を受け取っていた。フョードルは1968年にカンヌで亡くなった。

## 子女
フョードルはイリナとの間に息子を一人もうけた。
- ミハイル（英語版）（1924年 - 2008年）

イリナは1934年に愛人の子供を産んだが、この娘はフョードルの子供として認知された。
- イリナ（1934年 - ） - 1955年にアンドレ・ジャン・ペルと初婚、1962年にヴィクトル＝マルセル・スーラと再婚